# Éclipse lunaire du 15 avril 2014
| Éclipse totale de Lune du 15 avril 2014 | Éclipse totale de Lune du 15 avril 2014 |
| --------------------------------------- | --------------------------------------- |
|                                         |                                         |
| Gamma                                   | -0,3017                                 |
| Magnitude                               |                                         |
| Localisation                            | Océan Pacifique                         |
| Saros (membre de la série)              | 122 (56 sur 74)                         |
| Durée (h:min:s)                         |                                         |
| Totalité                                | 1 h 17 min 48 s                         |
| Phases partielles                       | 3 h 34 min 43 s                         |
| Phases pénombrales                      | 5 h 43 min 53 s                         |
| Contacts (UTC)                          |                                         |
| P1                                      | 4:53:40                                 |
| U1                                      | 5:58:19                                 |
| U2                                      | 7:06:46                                 |
| Maximum                                 | 7:45:39                                 |
| U3                                      | 8:24:34                                 |
| U4                                      | 9:33:02                                 |
| P4                                      | 10:37:33                                |
|                                         |                                         |

L'éclipse lunaire du 15 avril 2014 est la première éclipse de Lune de l'année 2014. Il s'agit d'une éclipse totale. Elle est la première d'une tétrade, soit une série de quatre éclipses consécutives ayant chacune lieu à environ six mois d'intervalle. La suivante se produisit le 8 octobre 2014 ; et les deux dernières, le 4 avril et le 28 septembre 2015.

## Visibilité

Séquence animée des différentes phases de cette éclipse.

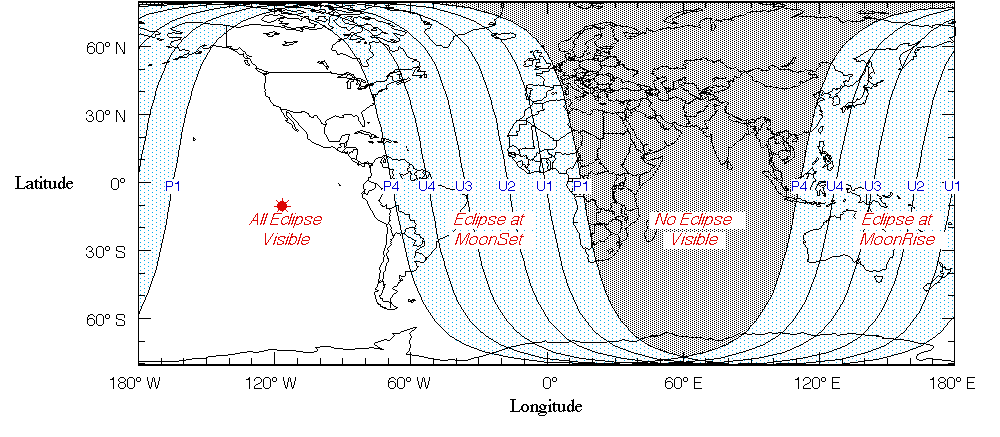

Là où les conditions atmosphériques l'ont permis, l'éclipse lunaire a été complètement visible depuis une bonne partie de l'Amérique du Nord, de l'Amérique centrale et depuis l'ouest de l'Amérique du Sud, montante au niveau de l'Océanie et descendante sur l'est de l'Amérique du Sud et au Québec. Une bonne partie du reste du monde a manqué intégralement l'éclipse, celle-ci ayant commencé après le lever du Soleil dans ces régions.